# Bezoldeffect

Demonstratie van het bezoldeffect. Het rood lijkt lichter in combinatie met wit en donkerder in combinatie met zwart.

Het bezoldeffect is een optische illusie vernoemd naar de Duitser Wilhelm von Bezold (1837-1907), hoogleraar meteorologie. Hij ontdekte dat dunne lijnen in een bepaalde kleur verschillend worden waargenomen afhankelijk van de aangrenzende kleuren. 